# Carolina Maria de Jesus
Carolina Maria de Jesus (Sacramento, 14 marzo 1914 – San Paolo, 13 febbraio 1977) è stata una scrittrice, poetessa e compositrice brasiliana, conosciuta per il suo libro "Quarto de Despejo: Diaria di una favelada", pubblicato nel 1960.

## Biografia
Carolina Maria de Jesus è stata una delle prime scrittrici nere del Brasile ed è considerata una delle scrittrici più importanti del Paese. L'autrice ha vissuto gran parte della sua vita nella Favela di Canindè, a Nord di San Paolo, sostenendo se stessa e i suoi tre figli facendo la "raccoglitrice di carte". Nel 1960, è stato pubblicato il suo diario "Quarto de Despejo, Diario di una faveleda", con l'aiuto del giornalista Audàlio Dantas. Il libro ha avuto un grande successo, è stato tradotto in 14 lingue.
Carolina Maria de Jesus è stata anche compositrice, cantante e poetessa. La sua opera continua ad essere oggetto di numerosi studi, tanto in Brasile quanto all'estero.
Gioventù
Carolina Maria de Jesus è nata il 14 Marzo 1914 a Sacramento (Brasile), in una comunità rurale, da una famiglia di analfabeti. Figlia illegittima di un uomo sposato, è stata maltrattata per tutta la sua infanzia. A 7 anni sua madre l'ha obbligata ad andare a scuola, dopo che la figlia di un "fazendeiro" decise di pagarle gli studi, ma smise di frequentarla al secondo anno, dopo avere imparato a leggere e scrivere e aver appreso l'amore per la lettura.
Trasferimento nella Favela di Canindè
Nel 1937, con la morte della madre, fu obbligata a trasferirsi nella metropoli di San Paolo (Brasile). Carolina costruì la sua casa con latta, carte e qualsiasi altro materiale che riusciva a trovare. Usciva tutte le notti per raccogliere carte e guadagnare soldi per sostenere la sua famiglia.
Nel 1947, disoccupata e incinta, si trasferì nella favela, attualmente estinta, di Canindè, a Nord di San Paolo — nel momento in cui venivano create le prime Favela, in cui il numero di abitanti si aggirava intorno ai 50 000. Al suo arrivo in città, trovò un lavoro presso il cardiologo Euryclides de Jesus Zerbini, precursore dei medici cardiologi in Brasile, che permetteva a Carolina di leggere i libri della sua biblioteca nei giorni di riposo. Nel 1949, dopo aver dato alla luce il suo primo figlio João José de Jesus, perse il lavoro. Ha avuto altri due figli, José Carlos de Jesus, nato nel 1950, e Vera Eunice de Jesus, nata nel 1953. Mentre lavorava come raccoglitrice di carte, scriveva quotidianamente nei suoi quaderni (in tutto circa 20)  ciò che accadeva nella favela. Uno di questi quaderni, che aveva iniziato a scrivere nel 1955, ha dato vita al suo libro più famoso: "Quarto do Despejo: Diario di una Favelada" pubblicato nel 1960.
Pubblicazione di Quarto do Despejo

Carolina Maria de Jesus 1960 1960

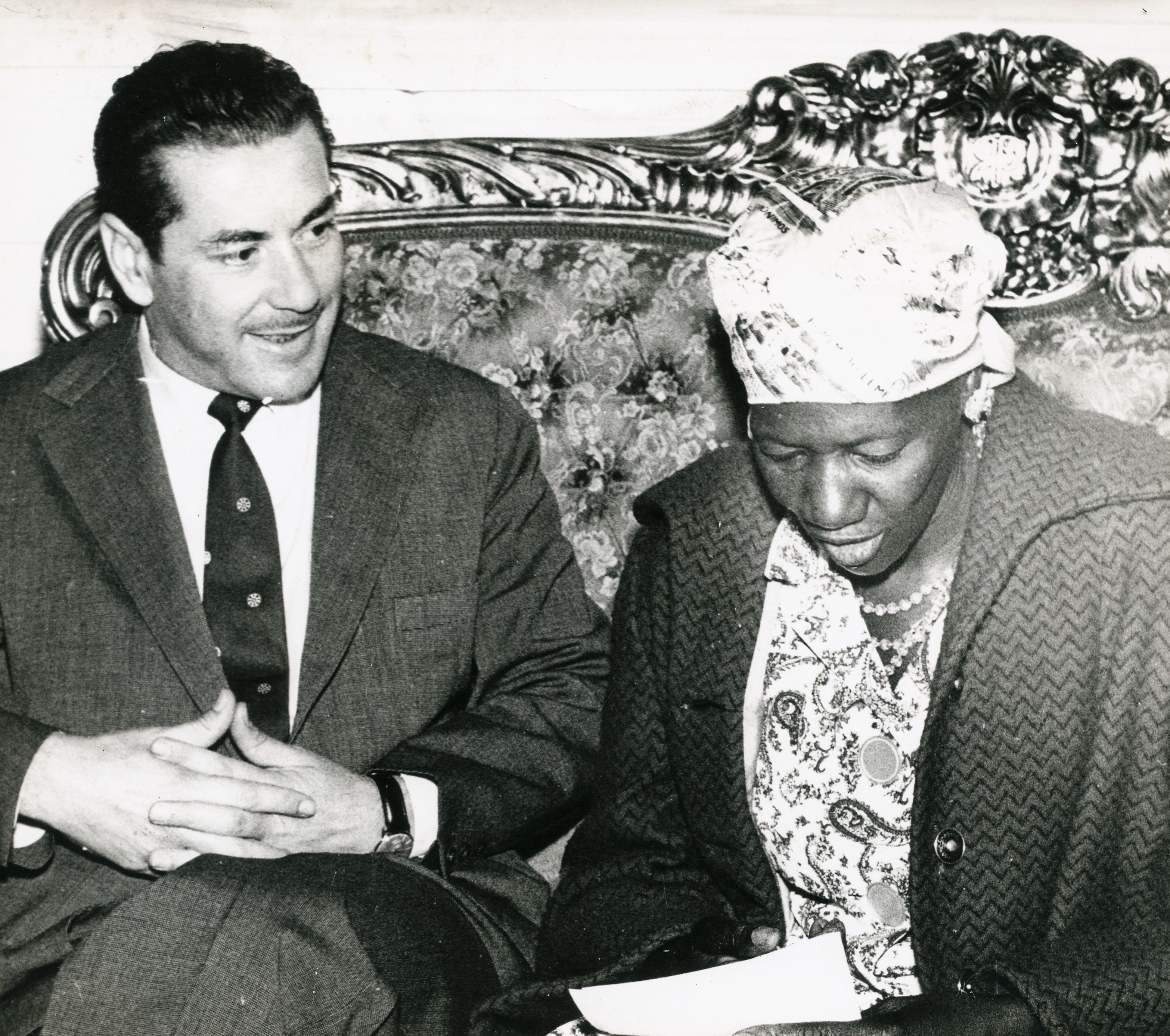
Carolina con Leonel Brizola

Pubblicato nel 1960, la tiratura iniziale è stata di 10 000 copie, che terminarono in una settimana. Dall'anno della sua prima pubblicazione il libro ha venduto più di 1 000 000 di copie ed è stato tradotto in 14 lingue, arrivando ad essere uno dei due libri più conosciuti del Brasile. Dopo la pubblicazione, Carolina ha dovuto affrontare la rabbia dei suoi vicini, che la accusarono di avere parlato della loro vita senza autorizzazione.
L'autrice ha raccontato che gli abitanti della favela prendevano in giro lei e i suoi figli, rovesciando il contenuto dei vasi. Carolina descriveva la favela come "oscura", "luogo occulto dei vinti", "deposito degli incolti che non sanno contare neanche i soldi dell'elemosina".
Il professore dell'Universidade de São Paulo Ricardo Alexino Ferreira ha descritto a scrittura di Carolina Maria de Jesus come "diretta, nuda e cruda, ma allo stesso tempo delicata".
Registrazione dell'album musicale
Nel 1961, dopo il successo avuto dal libro, Carolina registrò anche un album con alcune sue composizioni, con la RCA Victor, L'album aveva il titolo di "Quarto de Despejo: Carolina Maria d Jesus canta le sue composizioni", composto da 14 canzoni tutte scritte e cantate da Carolina.
Pubblicazione di "Quarto de Despejo" negli Stati Uniti
Nel 1962, "Quarto de Despejo" è stato pubblicato negli Stati Uniti per la casa editrice E. P. Dutton, con il titolo di "Child of Dark". L'anno dopo, all'interno della "Collezione Mentor", la traduzione ha vinto il premio come miglior "tascabile", pubblicata prima per "New American Library" e dopo per le Penguin USA. Secondo l'autore Robert Levine, sommando anche le vendite di questa edizione, si sono vendute più di 300 000 copie negli Stati Uniti. Stando al contratto originale Carolina e la sua famiglia avrebbero dovuto ricevere $150 000, ma non vi è mai stata conferma che abbia ricevuto la somma per intero o parte di essa.
Pagamento dei diritti sulle traduzioni
Nel marzo 1961, un reportage ha riportato che la pubblicazione di "Quarto de Despejo" ha fruttato a Carolina circa 6 milioni di cruzeiros in diritti di autore. La cosa certa è che a Carolina spettava il 10% sul prezzo di copertina di ogni traduzione, mentre il 30% spettava ad Audàlio Dantas; lei riceveva piccoli pagamenti in dollari dalla case editrice americana, ma a causa del suo contratto non poteva autorizzare nuove traduzioni: questo diritto è stato ceduto alla casa editrice "Paulo de Azevedo", una filiale della casa editrice Francisco Alves.
Uscita dalla Favela

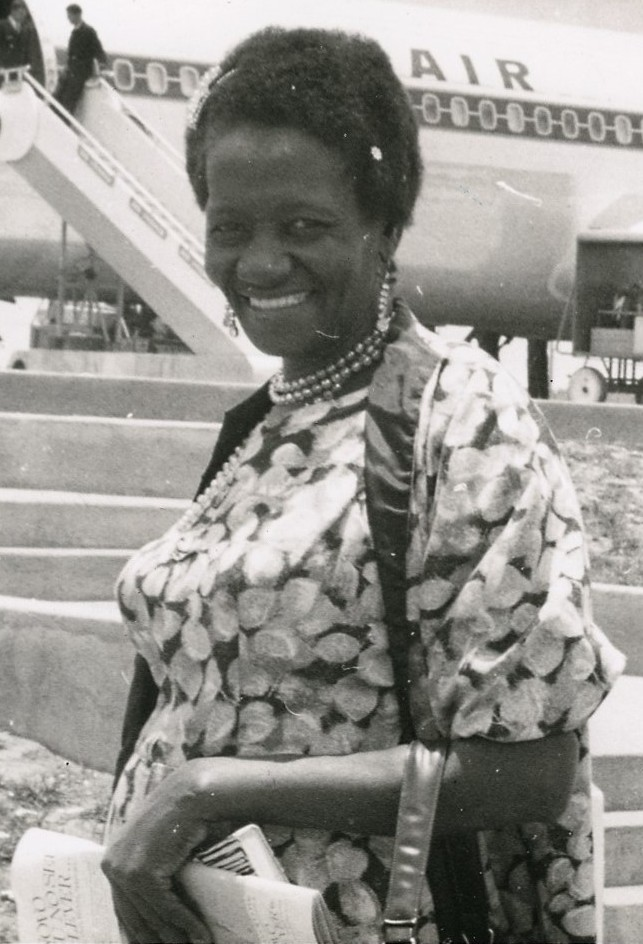
Carolina in aeroporto

Dopo la pubblicazione di "Quarto de Despejo", Carolina si è trasferita a Santana, quartiere della classe Media a nord di San Paolo (Brasile). Nel 1963 ha autopubblicato un romanzo dal titolo "Pedaços de Fome e o livro Provérbios". Successivamente, nel 1969, Carolina aveva guadagnato abbastanza soldi per trasferirsi da Santana a Parelheiros, una regione vicina al zona sud di San Paolo, ai piedi di una collina. Vicini di casa ricchi, accanto ad alcune delle abitazioni più povere del sobborgo, con tasse e prezzi più bassi: era lì che Carolina sperava di trovare solitudine. Parelheiros era caratterizzato da forti contrasti tra ricchi e poveri: grandi case accanto a baracche che, di regola, apparivano nelle valli, dove l'aria era inquinata dalle industrie della regione della Grande ABC. Sebbene povera, Parelheiros era la cosa più vicina che Carolina potesse paragonare alla campagna della sua infanzia senza lasciare San Paolo e le sue scuole pubbliche, dove i figli andavano in autobus. I tre vivevano con lei: João José, 21 anni, lavorava in una fabbrica tessile; José Carlos, 19 anni, frequentava il primo anno di liceo e vendeva oggetti per strada; Anche Vera, 16 anni, andava a scuola. La casa di Carolina è stata costruita su un terreno modesto, vicino a una strada sterrata: gli ospiti camminavano su assi di legno nel fango per raggiungere la casa color zucca con le finestre dalle cornici verdi. Trascorrendo gran parte del suo tempo da sola, l'autrice leggeva il giornale e coltivava mais e verdure, nonostante si lamentasse del fatto che i suoi sforzi di giardinaggio non la avessero ripagata tanto quanto le erano costati.
Subito dopo essersi trasferita a Parelheiros, Carolina smise di ricevere i diritti d'autore. Aveva così pochi soldi che, come aveva fatto nella favela di Canindé, lei e i suoi figli passarono alcuni giorni a raccogliere carte e bottiglie da vendere: ora, invece, usava i soldi del collezionista per comprare bibite e biglietti per il cinema. Di tanto in tanto consegnava avocado, banane e manioca che produceva a un venditore locale per venderli in un mercato locale.
Secondo i rapporti dell'epoca, i pagamenti per i diritti d'autore ricevuti da Carolina erano "piccoli ma costanti". Non erano, tuttavia, sufficienti per lei per poter vivere meglio che appena al di sopra della soglia di povertà. Per l'accademico Robert Levine, la famiglia di Carolina viveva molto meglio che nella favela, ma a un livello molto più basso del previsto per un autore i cui libri stavano ancora vendendo bene in diversi paesi.
Relazioni
Carolina non ha mai voluto sposarsi per non dover essere sottomessa agli uomini. Ha mantenuto diversi rapporti affettivi per tutta la vita, essendo stata invitata a sposarsi da alcuni fidanzati, ma non ha mai accettato. Le sue tre gravidanze non sono state pianificate e sono state il risultato di relazioni diverse. Il suo primo figlio fu il risultato del suo corteggiamento con un marinaio portoghese, che era molto geloso e la lasciò incinta; il secondo figlio nasce dalla sua relazione con un mercante spagnolo, con il quale ha interrotto la relazione a causa del suo tradimento. La sua terza figlia è stata il risultato della sua relazione con un uomo d'affari brasiliano, finita a causa delle aggressioni e delle umiliazioni subite.
I tre figli sono nati naturalmente, nella città di San Paolo. I bambini fin dalla tenera età si sono attaccati ai libri sotto l'influenza della madre e tutti hanno frequentato le scuole pubbliche. Carolina ha cresciuto i suoi figli da sola. Per sostenerli, oltre a scrivere e vendere libri, raccoglieva materiali riciclabili, puliva, lavava i panni e teneva lezioni di alfabetizzazione a casa.
Morte
Carolina Maria de Jesus morì all'età di 62 anni nella sua stanza, a Parelheiros, nella Zona Sud di San Paolo, il 13 febbraio 1977. Fu vittima di una crisi di insufficienza respiratoria, dovuta all'asma, una malattia che aveva sin dalla nascita e che, nonostante fosse stata curata, era peggiorata.

## Eredità culturali

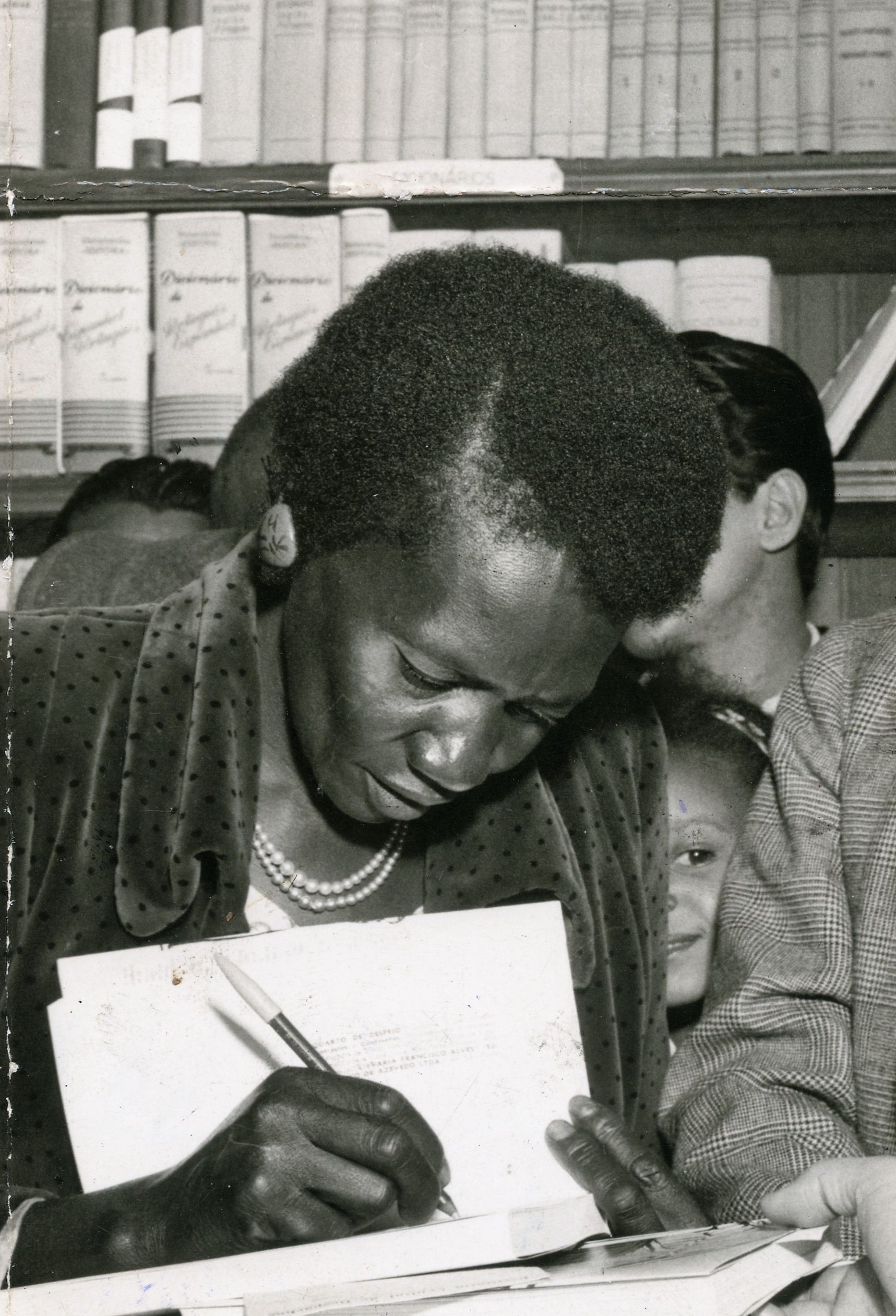
Carolina autografando "Quarto de Despejo, 1960

Nel 1975, la televisione tedesca West Germans registrò un documentario con protagonista la stessa Carolina. Il film "Favela: la vita in povertà" era ancora inedito in Brasile quando è stato proiettato per la prima volta in occasione del centenario della nascita dello scrittore, il 14 marzo 2014, all'Istituto Moreira de Salles.
Nel 1977 è stata pubblicata postuma l'opera "Diário de Bitita", con ricordi dell'infanzia e della giovinezza. Nel 1982 è stato pubblicato "Um Brasil para Brasileiros" . Nel 1996, "Il mio strano diario" e "Antologia personale". Nel 2014, le ricercatrici Raffaella Fernandez e Maria Nilda de Carvalho Motta hanno organizzato la raccolta "Onde Estaes Felicidade?", che ha portato alla luce testi inediti dell'autrice e sette saggi sul suo lavoro e, nel 2018, hanno pubblicato "Meu dream é trabalho – Racconti inediti e altri scritti", con testimonianze dell'autrice.
La ricercatrice Raffaella Fernandez ha organizzato il materiale inedito lasciato da Carolina de Jesus in 58 taccuini che sommano fino a 5.000 pagine di testi: sette romanzi, sessanta brevi testi e cento poesie, oltre a quattro commedie e dodici testi per le marce di carnevale.
Tra i libri scritti sull'autrice spiccano: "Black Cenerentola: la saga di Carolina Maria de Jesus" (1994), di José Carlos Meihy e Robert Levine; "Molto bene, Carolina!: Biografia di Carolina Maria de Jesus" (2007), di Eliana Moura de Castro e Marília Novais de Mata Machado; "Carolina Maria de Jesus - Una scrittrice improbabile" (2009), di Joel Rufino dos Santos; "La vita scritta di Carolina Maria de Jesus", di Elzira Divina Perpétua, e "Carolina: una biografia" (2018) di Tom Farias.
Nel 2014, a seguito del Progetto "Vida por Escrito - Organizzazione, classificazione e preparazione dell'inventario dell'Archivio Carolina Maria de Jesus", insignito del Premio Funarte Black Art, è stato lanciato il Portale Biobibliografico di Carolina Maria de Jesus e, nel 2015, è stato lanciato il libro "Vida por Escrito - Guia do Acervo di Carolina Maria de Jesus", a cura di Sergio da Silva Barcellos. Il progetto ha mappato tutto il materiale della scrittrice, che è custodito da diverse istituzioni, tra cui: Biblioteca Nazionale, Instituto Moreira Salles, Museu Afro Brasil, Archivi pubblici municipali di Sacramento e Acervo de Escritores Mineiros (UFMG).
Nel 2021 l'Università Federale di Rio de Janeiro ha conferito il titolo di Doctor Honoris Causa alla scrittrice Carolina Maria de Jesus. Nello stesso anno, la casa editrice Companhia das Letras pubblica la versione integrale dei diari che compongono "Casa de Alvenaria: Diário de uma ex-Favelada", pubblicata nel 1961. L'edizione ha due volumi, pubblicati dal 30 agosto 1960 al dicembre 1963: il primo volume parla della casa in cui Carolina visse per alcuni mesi a Osasco e il secondo parla della sua vita a Santana, dove acquistò la casa in mattoni dei suoi sogni prima di trasferirsi a Parelheiros.

## Opere
- Quarto de Despejo: Diário de uma Favelada (1960), Edizione italiana pubblicata per Bompiani (1962) con Prefazione di Alberto Moravia
- Quarto de Despejo: Carolina Maria de Jesus cantando suas composições (1961)
- Casa de Alvenaria: Diário de uma ex-Favelada (1961)[19][20]
- Pedaços de Fome (1963)[21]
- Provérbios (1965)

Postume
- Um Brasil para Brasileiros (1982)
- Diário de Bitita (1986)[22]
- Meu Estranho Diário (1996)
- Antologia Pessoal (1996)[23]
- Onde estaes Felicidade? (2014)[24]
- Meu sonho é escrever – Contos inéditos e outros escritos(2018)[25]
- Clíris: Poemas recolhidos (2019)[26]
- Casa de Alvenaria - Volume 1: Osasco (2021)
- Casa de Alvenaria - Volume 2: Santana (2021)